# Torre dei sarti

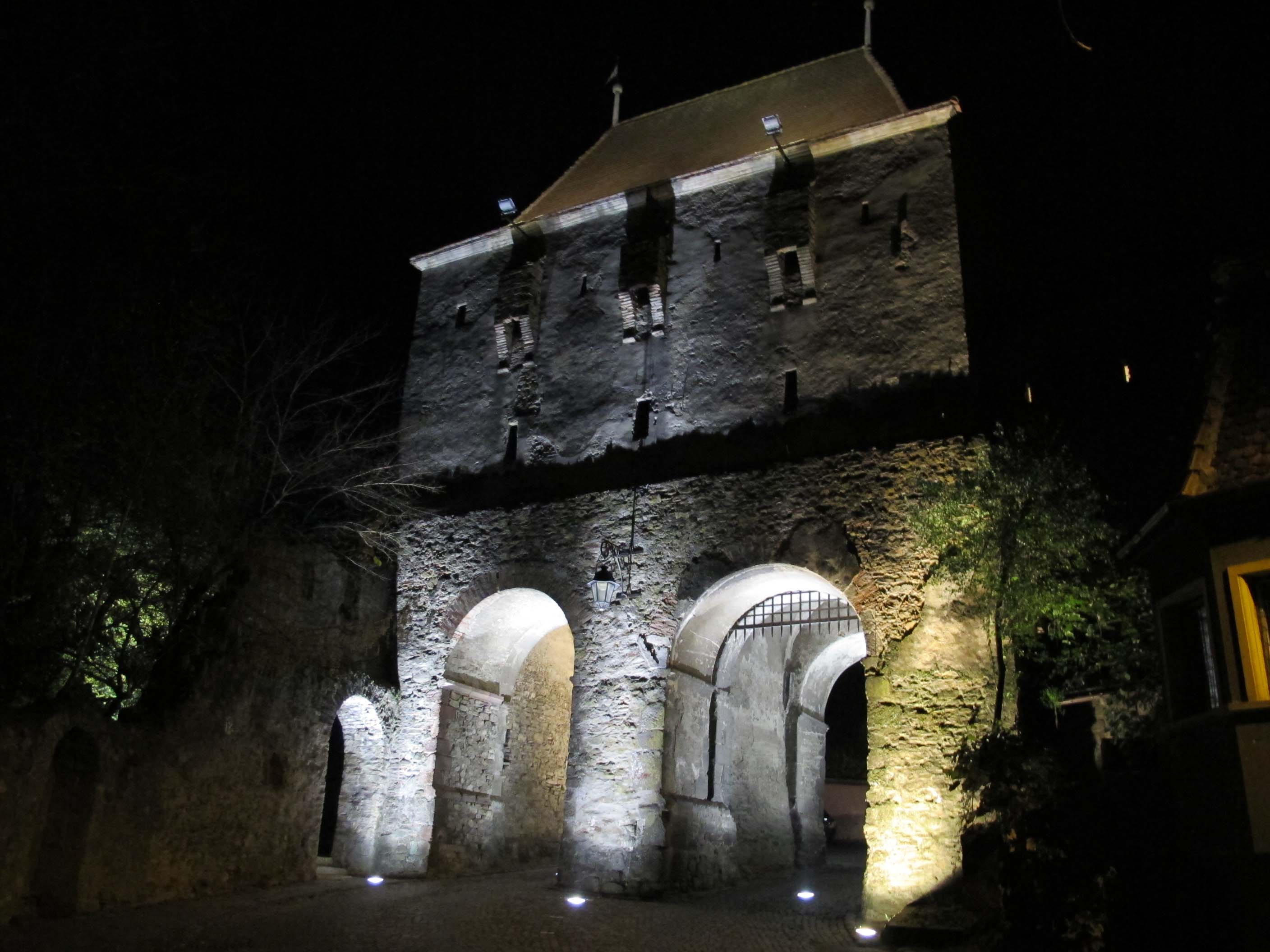
Torre dei sarti

La Torre dei sarti (Turnul Croitorilor in romeno) di Sighișoara, municipio appartenente al Distretto di Mureș in Romania, fu costruita nel XIV secolo. È situata dal lato opposto della cittadella rispetto alla torre dell'orologio e costituisce il secondo punto d'accesso alla città.
Questa è considerata la più bella e d'effetto delle torri della fortezza grazie alla sua possanza e semplicità. I due passaggi ai piedi della struttura suggeriscono che la data di costruzione risalga al tardo XII secolo o al XIV secolo. 

## Ristrutturazioni
Al momento dello scoppio dell'incendio del 1676, all'interno della torre vi erano ingenti quantità di grano, proiettili, armature, alabarde, due fucili e polvere da sparo. L'esplosione della polvere da sparo provocò la distruzione della parte superiore della torre e il corridoio di nord-est. L'aspetto attuale lo si deve al restauro operato dopo l'incendio. Subito dopo il restauro il corridoio fu trasformato in un magazzino, almeno fino al 1935; più tardi su ripristinata la volta e portata alla sua forma originaria e riaperta al pubblico.